# اركول
أركول المعروفة تاريخيا أيضا باسم أركولا هي بلدية يبلغ عدد سكانها 5274 نسمة في مقاطعة فيرونا ، يعرف باسم موقع معركة جسر أركول .

## التاريخ
بين 15-17 نوفمبر 1796 ، وقعت معركة أركول ، قاد نابليون بونابرت ، الذي تم تعيينه مؤخرا قائدا للجيش الفرنسي الإيطالي ، هجوما سريعا وقاطعا عبر إيطاليا كجزء من حروب الثورة الفرنسية ، في أبريل ومايو من ذلك العام ، هزم جيش بيدمونت وطرد الجيش النمساوي من كل شمال إيطاليا تقريبا.
في نوفمبر انضم نابليون إلى المعركة مع جوزيف ألفينزي ، بالقرب من تقاطع نهري أديجي وألبون ، على الرغم من افتقاره إلى المعدات الأساسية والغذاء ، شن الجيش الفرنسي الهجوم ، في 14 نوفمبر عبروا أديجي وكل ما تبقى بين الجيشين الآن هو ألبون ، في 15-16 نوفمبر قام الفرنسيون بمحاولات متكررة لعبور الجسر في أركول ، تعرضت هذه الاعتداءات الأولية للضرب من قبل القوة النارية النمساوية ، بحلول 17 نوفمبر أقنعت التحركات الفرنسية ألفينزي بأنه مهدد بالتطويق وأمر بالانسحاب التكتيكي ، في العام التالي استمر نابليون في سحق النمساويين في ريفولي ، مما أجبرهم على التوقيع على صلح كامبو فورميو في وقت لاحق من ذلك العام .

## مدن التوأم
أركول توأمة مع :
- Cadenet, France